# 에마 샘스
에마 샘스(Emma Samms, 1960년 8월 28일 ~ )는 잉글랜드의 배우이다.

## 출연 작품
- 벤데타: 피의복수 (2013)
- 슈퍼노바 (2005)
- 페인터 (2005)
- 닥터스 (2000)
- 홀비시티 시즌1 (1999)
- 프라임 타겟 (1998)
- 라디오 액터 (1996)
- 할리퀸 - 위험한 미인 (1994)
- 스타퀘스트 (1994)
- 살인 음모 (1993)
- 의문의 상속자 (1993)
- 질투 (1992)
- 타인의 그림자 (1992)
- 마법의 타자기 (1991)
- 사라진 왕관 (1991)
- 지옥에서 온 멕시칸 (1990)
- 의적 실버브레이드 (1989)
- 3막 살인 (1986)
- 호텔 - 시리즈 (1983)
- 고리아스 어웨이트 (1981)
- 다이너스티 (1981)
- 아라비안 어드벤처 (1979)